# Наунгоф
Наунгоф (нім. Naunhof) — місто в Німеччині, розташоване в землі Саксонія. Входить до складу району Лейпциг. Центр об'єднання громад Наунгоф.
Площа — 39,49 км2. Населення становить 8721 ос. (станом на 31 грудня 2020).